# Rotterdams Conservatorium

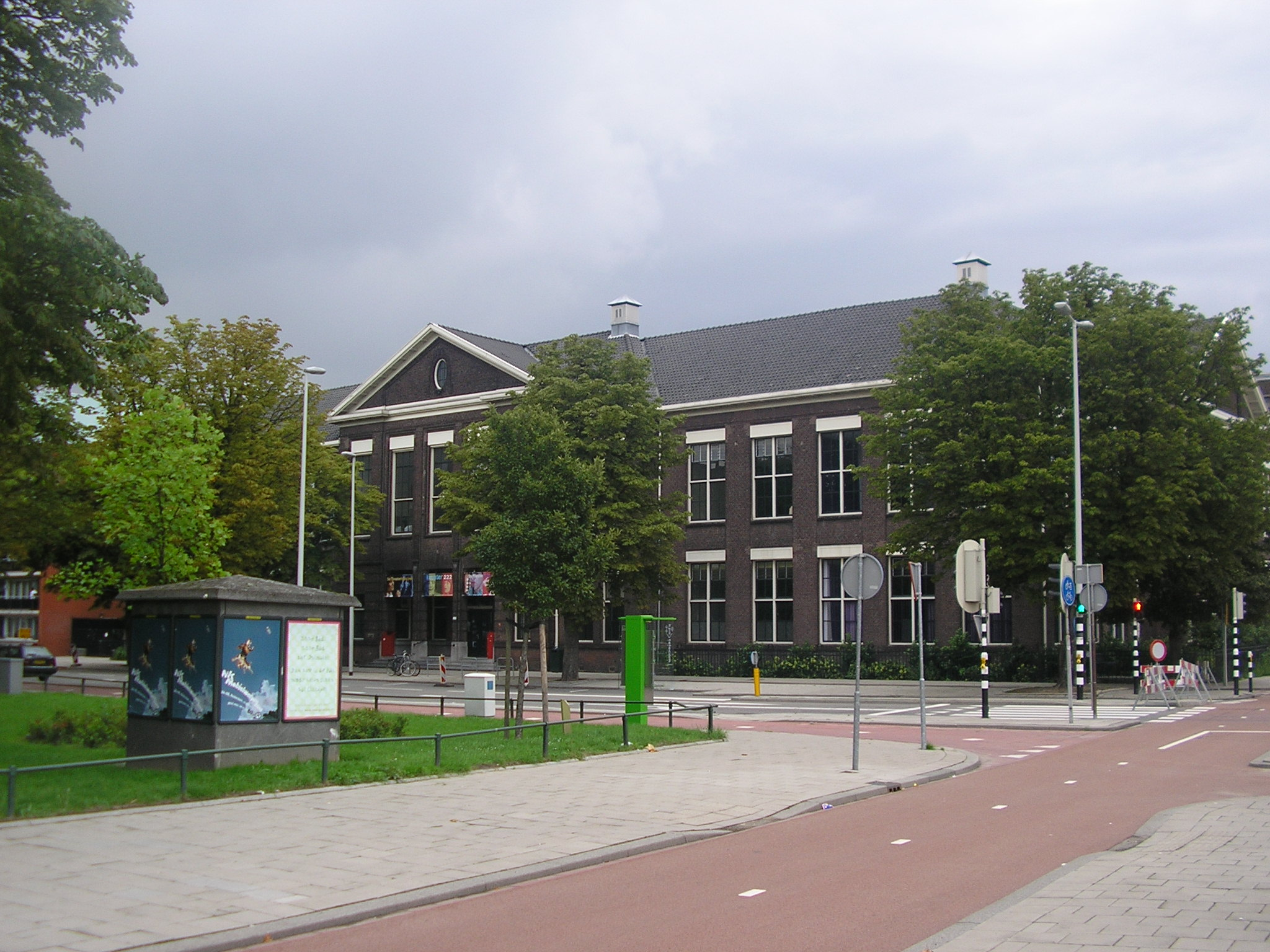
Eines der Gebäude des Rotterdams Conservatorium

Das Rotterdams Conservatorium ist ein Konservatorium in Rotterdam, eine der neun Musikhochschulen der Niederlande. Das Konservatorium wurde 1930 gegründet und ist heute Teil der Kunstfachhochschule Codarts.
Angeboten werden Kurse in den Fächern Musiktheater, Pop, Jazz/Fusion, Komposition/Arrangement, Musikproduktion, Tango, Flamenco, Weltmusik (zum Beispiel türkisch, indisch, brasilianisch, lateinamerikanisch), klassische Musik und Musikerziehung. Ziel ist der Bachelorabschluss oder Masterabschluss. 
2008 studierten dort etwa 750 Studenten sowie 175 Schüler in den Vorbereitungskursen. Das Programm ist international ausgerichtet und die Hochschule arbeitet unter anderem mit den Konservatorien von Lyon, der Sibelius-Akademie in Helsinki, der Universität von New Orleans und Musikschulen in Havanna (Instituto Cubano de la Música), Córdoba und Bombay zusammen.
Zu Codarts gehören in Rotterdam noch die Rotterdam Dance Academy und ein Programm für Zirkuskunst (Circus Arts). Die Hochschule führt viele ihrer Programme in Gebäude Kruisplein 26 gegenüber dem Hauptbahnhof durch, hat aber auch andere Zweigstellen in Rotterdam, so die Pop Academy im Waterfront Pop Centre in der Boompjes und die Musiktheater-Abteilung auf dem Voorschoterlaan, die Weltmusik-Abteilung in Delfshaven.

## Bekannte Professoren (historisch)
- Emanuel Abbühl, Oboe
- Reinier Baas (* 1985), Jazzgitarre
- Hayo Boerema (* 1972), Improvisation, ehemaliger Absolvent
- Toon de Gouw (* 1960), Trompete, ehemaliger Absolvent
- Ton Hartsuiker (1933–2015), Klavier
- Bart van Lier (* 1950), Posaune
- Paco Peña (* 1942), Flamenco-Gitarre
- Barend Schuurman, Chorleitung
- Marieke Spaans (* 1972), historische Tasteninstrumente
- Klaas de Vries (* 1944), Komposition und Musiktheorie
- Peter-Jan Wagemans (* 1952), Komposition und Musiktheorie

## Bekannte Absolventen
- Dimitar Bodurov (* 1979), Jazz-Piano und Kompositionslehre
- Hartmut Ewert (* 1968), Klavier, Komposition und Orchestration
- Jacques Foschia (* 1960), Klarinette, Bassklarinette
- Joep Franssens (* 1955), Komposition und Musiktheorie
- Sander Germanus (* 1972), Saxophone und Komposition
- San Holo (* 1990), Musikproduktion
- Maria Markesini (* um 1973), Jazzklavier und Gesang
- Ike Moriz (* 1972), Pop- und Jazz-Gesang
- Jacques van Oortmerssen (1950–2015), Orgel und Klavier
- Rutger van Otterloo (* 1959), Unterhaltungsmusik
- Daniel Reuss (* 1961), Chorleitung
- Toon Roos (* 1964), Kontrabass
- Susana Santos Silva (* 1979), Jazz Performance Trompete
- Willemijn Verkaik (* 1975), Pop- und Jazz-Gesang
- Klaas de Vries (* 1944), Musiktheorie und Komposition
- Dick Willebrandts (1911–1970), Jazzklavier und Orchesterleitung